# صالح أباد (فسا)
صالح أباد (بالفارسية: صالح‌آباد) هي قرية تقع في Now Bandegan District في إيران. يقدر عدد سكانها بـ 184 نسمة .